# 파벨 도브갈
파벨 니콜라예비치 도브갈(벨라루스어: Па́вел Мікала́евіч Доўга́ль 파벨 미칼라예비치 도우할, 러시아어: Па́вел Никола́евич Довга́ль, 1975년 12월 22일~)은 벨라루스의 전직 근대5종 선수이다. 2004년 하계 올림픽에서 남자 개인전 동메달을 획득했으며 세계 선수권 대회에서 은메달 1개, 동메달 1개, 유럽 선수권 대회에서 은메달 3개, 동메달 2개를 획득했다.